# Marlon Harewood
Marlon Harewood  (Hampstead, 25 augustus 1979) is een Engels voetballer die bij voorkeur als aanvaller speelt.

## Clubcarrière
Hij begon zijn loopbaan bij Nottingham Forest, speelde korte tijd in Finland bij Haka Valkeakoski, en kwam verder onder meer uit voor Ipswich Town, West Ham United en Aston Villa.

## Erelijst
FC Haka
- Veikkausliiga

1998